# رود ریچارد
رود ریچارد (انگلیسی: Rod Richard؛ زادهٔ ۸ فوریهٔ ۱۹۳۲) ورزشکار دو و میدانی اهل ایالات متحده آمریکا است.
وی در مسابقات کشوری و بین‌المللی در مجموع برندهٔ ۳ مدال طلا شده‌است.